# Giandomenico Picco
Giandomenico Picco, detto Gianni (Udine, 8 ottobre 1948 – Wilton, 10 marzo 2024), è stato un diplomatico italiano, segretario generale aggiunto per gli affari politici delle Nazioni Unite, che negoziò il rilascio di 11 ostaggi tenuti da terroristi in Libano, guadagnandosi i titoli di "capo risolutore di problemi" e "soldato disarmato della diplomazia" dal segretario generale delle Nazioni Unite Javier Pérez de Cuéllar.

## Biografia

### Primi anni
Giandomenico Picco nacque l'8 ottobre 1948 a Udine. Studiò al Liceo Classico Jacopo Stellini di Udine, quindi si laureò in scienze politiche all'Università di Padova e prese un master in relazioni internazionali e politica comparata presso l'Università della California a Santa Barbara (tramite la Commissione Fulbright USA-Italia), si specializzò all'Università di Praga e conseguì un diploma in studi sull'integrazione europea presso l'Università di Amsterdam.

### Nazioni Unite
Picco iniziò una carriera ventennale presso le Nazioni Unite nel 1973 prestandovi servizio fino al 1992. Nel 1976, Picco iniziò a lavorare con Pérez de Cuéllar a Cipro, dove Picco divenne ufficiale degli affari politici presso la Forza delle Nazioni Unite sull'isola facente capo proprio a Pérez de Cuéllar. Nel biennio 1985-86, Picco rappresentò Pérez de Cuéllar (subentrato a Kurt Waldheim come segretario generale delle Nazioni Unite) nei negoziati tra Francia e Nuova Zelanda sull'affondamento della nave di Greenpeace Rainbow Warrior. Nel 1988, aiutò a negoziare il ritiro sovietico dall'Afghanistan.
Gli sforzi di Picco furono estremamente sensibili: "I suoi viaggi sono spesso avvolti nel mistero, e i funzionari delle Nazioni Unite hanno cercato di mantenere i suoi movimenti ancora più segreti". Le notizie sui suoi spostamenti o sulle sue attività furono spesso limitate ad un generico "È in missione". Pérez de Cuéllar fu noto per negare il coinvolgimento di Picco in qualche trattativa attiva sugli ostaggi, nonostante ai giornalisti fosse capitato a volte di avvistarlo in posti come Damasco, in Siria.

#### Negoziati di pace
Picco guidò o partecipò a negoziati di pace tra cui:
- 1987: il cessate il fuoco nella guerra Iran-Iraq.[2][5][6][7]
- 1988: gli accordi di Ginevra che portarono al ritiro sovietico dall'Afghanistan.[2][5][6][7][8]

#### Trattative sugli ostaggi
Picco condusse trattative sugli ostaggi (negoziò anche con Mohammad Javad Zarif) tra cui:
- 1989-1992: il rilascio di 11 ostaggi durante la crisi degli ostaggi in Libano, tra cui il reverendo anglicano Terry Waite, il capo dell'ufficio AP Terry A. Anderson, Edward Austin Tracy e John McCarthy (giornalista) della milizia sciita Revolutionary Justice Organization.[2][3][5][6][7][8][12][13]
- 1999: la liberazione di 13 ebrei arrestati a Shiraz, Iran, e accusati di spionaggio. Su richiesta dei leader ebrei americani, Picco intervenne presso il presidente iraniano Khatami e riuscì a ottenere la liberazione di tutti i prigionieri.[14] (Vi furono tuttavia tra gli ostaggi che Picco non riuscì a salvare i soldati americani William Francis Buckley e William R. Higgins).[9]

### Trattative private
Nel 1992 Picco lasciò l'ONU. Nel 1994 fondò la società di consulenza internazionale GDP Associates per le trattative commerciali, con sede a New York. Divenne anche presidente del Peace Strategies Project, con sede a Ginevra, Svizzera, e della US Equity Partners Holdings, LLC. Fu anche direttore di Levcor International, Inc. e del Carlyle Group.
Il Comitato Scientifico Internazionale del Centro Internazionale Ricerche Pio Manzù ebbe Picco come vicepresidente e Mikhail Gorbaciov come presidente. A nome loro, consegnò un premio a Diana, principessa del Galles. Picco parlò al Seminario sugli affari mondiali e tenne un discorso programmatico all'Institute for Cultural Diplomacy nel 2017.
Nel 1999, il segretario generale delle Nazioni Unite Kofi Annan nominò Picco rappresentante personale per l'Anno del dialogo tra le civiltà delle Nazioni Unite, proclamato nel 1998. Tra i membri vi fu anche il filosofo cinese Tu Weiming.

### Morte
Giandomenico Picco morì il 10 marzo 2024, all'età di 75 anni, in una casa di riposo a Wilton, nel Connecticut, per complicazioni della malattia di Alzheimer, Il 13 marzo 2024 le Nazioni Unite ricordarono la sua figura come "un leggendario membro del nostro staff" che svolse "un ruolo importante in molti focolai chiave... ammirato da molti". L'ex diplomatico italiano Marco Carnelos definì Picco "un grande diplomatico italiano" che "sfortunatamente per il mio Paese d'origine... non ha lavorato per il servizio estero italiano".

## Vita privata
Picco si sposò due volte, la prima con Elena Carretta Toth e la seconda con Kate Glucksman. Entrambi i matrimoni terminarono col divorzio. Ebbe due figli: Giacomo Picco, banchiere d'affari, e Liam Picco.
Picco fece parte del Consiglio degli Ambasciatori dell'Associazione delle Nazioni Unite/USA, della Camera di commercio europeo-americana e dell'Accademia internazionale della pace.

## Opere
L'opera principale di Picco, Man Without a Gun (1999), ricevette segnalazioni favorevoli. Le recensioni delle riviste Kirkus riportarono: "Una lettura obbligata per chiunque voglia sapere cosa fa veramente l'ONU". Publishers Weekly commentò: "Questo libro di memorie di una carriera straordinaria si legge come una combinazione tra un thriller e un libro di testo sulla delicata e pericolosa arte della diplomazia in una regione spesso esplosiva".
Il film documentario Dawn at Midnight (2014) di Cetywa Powell prese in parte ispirazione dal libro di memorie di Picco Man Without a Gun.

## Premi e riconoscimenti
- Il 12 dicembre 1991, il presidente degli Stati Uniti George H.W. Bush consegnò la medaglia della libertà a Pérez de Cuéllar e il premio presidenziale per il servizio eccezionale a Picco, durante la cerimonia di accoglienza per il ritorno a casa degli ostaggi americani Thomas Sutherland, Alann Steen, Jesse Turner, Joseph Cicipipio e Terry Anderson. Di Picco, il presidente Bush disse: "Nei suoi anni come inviato speciale delle Nazioni Unite, il segretario generale aggiunto Gianni Picco ha sempre cercato di servire la pace e risolvere i conflitti".[27][28][29][30][31]
- 1991: Premio presidenziale per un servizio eccezionale (Stati Uniti d'America).[6][7][8][15][27]
- 1993: Ordine di San Michele e San Giorgio (Regno Unito).[15][24]
- 1992: Ordine al Merito (Repubblica Federale di Germania).[6][15]
- 1993: Ordine Nazionale del Cedro (Repubblica Libanese).[6][15]
- 1993: Ordine del Grande Ufficiale della Repubblica (Italia).[15]
- 1994: Dottorato onorario in lettere umane, Marywood University.[32]